# Veramente (Massimo Di Cataldo)
Veramente è il quinto album in studio del cantautore italiano Massimo Di Cataldo, pubblicato nel 2002 dalla BMG.

## Descrizione
Il primo singolo, Come il mare, ha partecipato al Festivalbar. In seguito sono stati estratti i singoli Le tue parole e Veramente.

## Tracce
1. Non ti dimenticherò – 3:39
2. Le tue parole – 3:55
3. Angelo mio – 4:15
4. Come il mare – 3:45
5. Per capire chi sei – 3:38
6. L'aria – 3:42
7. Un altro sbaglio – 3:26
8. Inutile tormento – 4:07
9. Fumo nero – 3:47
10. Un giorno qualunque – 4:14
11. Veramente – 3:36
12. Se chiudi i tuoi occhi – 4:21

## Formazione
- Massimo Di Cataldo – voce
- Phil Palmer – chitarra, cori
- Lorenzo Poli – basso
- Fabio Cerqueti - chitarra
- Francesco Musacco – tastiera, cori, programmazione
- Adriano Martino – chitarra
- Duilio Galioto – tastiera
- Francesco Chiari – basso
- Massimiliano Rocca – batteria, cori
- Roberto Barillari – cori

## Classifiche
| Classifica (2002) | Posizione massima |
| ----------------- | ----------------- |
| Italia            | 24                |